# Hugh de Cressingham

Wappen de Cressinghams

Hugh de Cressingham (auch Hugh Cressingham) (* 13. Jahrhundert; † 11. September 1297 bei Stirling) war ein englischer Geistlicher, Beamter und Militär.

## Aufstieg zum Treasurer of Scotland
Hugh de Cressingham war von unehelicher Geburt. Er wurde Geistlicher und trat als Beamter in den Dienst der Krone, wo er rasch aufstieg. Dabei galt er als glatt, dienstfertig und ehrgeizig. Als Belohnung für seine Dienste erhielt er mehrere geistliche Pfründen, dazu konnte er in Hendon und Finchley einen kleinen Grundbesitz erwerben. Vor 1296 war er zusammen mit William Ormsby als reisender Richter in den nordenglischen Grafschaften tätig. Als 1296 Schottland nach einem Krieg von England besetzt worden war, ernannte König Eduard I. Earl Warenne zum Statthalter und am 6. September 1296 Cressingham zum Treasurer of Scotland. William Ormsby wurde zum obersten Richter für Schottland ernannt. Warenne hatte aber gegen Schottland eine starke Abneigung und hielt sich lieber auf seinen Gütern in Yorkshire auf. Dies führte dazu, dass Cressingham die tatsächliche Leitung der Verwaltung in Schottland übernahm. Zu seinen Aufgaben gehörten die Erhebung von Steuern und Abgaben, die Überwachung der Verwaltung und die Wahrung des Landfriedens. Aus seiner Amtszeit sind nur wenige Urkunden erhalten, doch er wurde zum verhassten Symbol der englischen Besetzung und Herrschaft. Unter anderem ordnete er an, dass die gesamte Wollproduktion, offenbar entschädigungslos, in die nächsten Häfen gebracht werden sollte. Von dort wurde sie exportiert, wobei die Krone den Gewinn einbehielt.

## Rolle während des Aufstands ab 1297
Als es im Sommer 1296 in Schottland zu einem umfassenden Aufstand gegen die englische Herrschaft kam, hielt sich Cressingham in Bolton in Northumberland auf. In Schreiben an die Regierung in London gab er zu, dass die englische Herrschaft offenbar komplett zusammengebrochen war und dass niemand wisse, wie die Situation in Nordschottland sei. Da die Krone aus Schottland keine Einkünfte mehr erwarten könne, bat er um £ 2000 für die Kosten der Niederschlagung des Aufstands. Zögerlich rückten Warenne und Cressingham schließlich mit einem Heer zum strategisch wichtigen Übergang über den Forth bei Stirling vor. Dabei war Cressingham trotz seines geistlichen Standes einer der Kommandanten und trug selbst eine Rüstung. Am Nordufer des Forth stand ein schottisches Heer unter William Wallace. Zuvor hatte Cressingham noch Verstärkungen zurückgeschickt, um Kosten zu sparen, doch nun drängte er zur Schlacht. Er selbst gehörte zu dem Teil des englischen Heeres, dass bereits die Brücke über den Forth überquert hatte, als die Schotten angriffen. Die folgende Schlacht wurde zur schweren Niederlage für die Engländer. Cressingham fiel in der Schlacht. Die Schotten schändeten seine Leiche, häuteten sie und zeigten sie als Symbol ihres Sieges in mehreren schottischen Städten. Laut der Lanercost-Chronik ließ sich Wallace aus einem Teil der Haut einen Schwertgurt anfertigen. Der tote Cressingham diente den Engländern als Sündenbock für die Niederlage von Stirling Bridge. Seine Unfähigkeit als Heerführer und seine Sparsamkeit, wegen der er die angebotenen Verstärkungen abgelehnt hatte, dienten als Begründung für die schwere Niederlage gegen die Schotten.